# 劇団スカッシュ
劇団スカッシュは、日本の5人組劇団、YouTubeクリエイター。現在は、大塚竜也、大塚祐也、前川健二、奈良岡にこ（コント公演のみ出演）の4人で活動している（所属俳優である中田大地が休団中のため）。

## 概要・来歴
2002年に大塚竜也のプロデュースユニットとして旗揚げし、2004年より本格的に劇団として活動を開始した。小劇場を中心に、ダンスや殺陣を取り入れたエンターテインメント性の高い作品を上演していた。
2008年頃よりニコニコ動画で動画投稿を開始。
2008年1月、宣伝のためにYouTubeに動画投稿を開始した。
2009年1月13日、ニコニコチャンネルに「劇団スカッシュ」を開設。
劇団とYouTubeとバイトの両立がうまくいかず、石澤と藤原の2人が退団。現メンバーの4人体制になった時に、「4人にしかやれない演劇をやろう」と目標を立てた。
2011年「YouTube NextUp2011」の初代入賞者にMEGWINらと共に選出される。同じ年に「喜劇な家族」で「YouTube Video Awards Japan 2011」特撮・実写部門大賞を受賞した。
2011年3月下旬より、東日本大震災を受けて、被災地となった岩手県宮古市出身の前川を中心に支援活動を開始。支援物資を募り被災地に運び、前川の出身児童館でミニ公演を行った。
2013年、YouTube Space Tokyoのオープニング企画としてYouTubeにアップされた、ホラーコメディ作品「Stalking Vampire～隙間男～」がヒット。監督を劇団スカッシュ、CGをABTVNetworkが担当した。
2014年8月22日、オランダの公共放送VPROで放送された「De Donuts」(世界中のYouTuberを紹介するテレビ番組)に唯一の日本人YouTubeクリエイターとして動画作品を提供。けん玉を題材にしたユニークなショートフィルム「New Use of Kendama」が放送された。
2017年、前年の舞台公演作品『Blue』とYouTubeにて公開した前日譚『日々ココモ』を収録したDVDを発売。TSUTAYAにて全国規模でレンタル展開した。YouTuberの作品がDVDを全国でレンタル展開するのは初。
2019年6月よりALPHABOATに所属を発表。同時に、2月に前所属事務所であったBREAKERを退所していたことを明かした。
2020年、オンラインサロン「スカイギ」を立ち上げた。
2020年11月9日、所属俳優である中田大地が、体調不良を理由に休団することを発表した。
2022年1月11日、新劇団員を入れる方針を発表した。
2022年1月19日、劇団が資金難であることを明らかにした。また、ドラマ「明日ゾンビになる君と」の結果次第で劇団を解散することも視野に入れて、ドラマ制作を行っていたことを明らかにした。今後は、コント公演を演劇活動の中心とする方針である。
2022年1月21日、新劇団員として奈良岡にこが加わることが発表された。コント公演に出演する予定である。
2022年2月7日、休団中の中田大地が、Twitterおよびnoteで近況報告を行った。

## 作風
作風に関して、二つのサイト からの引用を以下に示す。

## 劇団に所属または関係する人物

### 所属しているメンバー
※下記のメンバーカラーは、劇団スカッシュの動画内のそれぞれのテロップの色と同じ。

#### 大塚竜也
（おおつか　たつや、6月11日生まれ、A型）
劇団の主宰。監督・演出・脚本・役者。
メンバーカラー：■
神奈川県出身。小学校入学前から小学5年生の2学期までをアメリカで過ごす。幼いころから目立ちたがり屋だった。中田大地とは小学校からの知り合いであり、高校時代には共にバンドを組んでいた。中田はドラム、大塚はボーカルを担当した。2001年に日本芸術学院専門学校俳優科に進学。卒業後に中田大地と共に ENBUゼミナール に入学し、前川健二と出会った。現在ENBUゼミナールでは講師を務める。

#### 大塚祐也
（おおつか　ゆうや、1984年8月14日生まれ、AB型）
役者。プロデューサー。大塚竜也は実兄。
メンバーカラー：■
神奈川県出身。高校卒業後は日本映画学校に進学。専門学校と並行して劇団スカッシュでの活動を行っていた。2020年には卒業生として同校のトークショーに出演した。

#### 前川健二
（まえかわ　けんじ、6月4日生まれ、O型）
役者。旅動画の編集、経理等を担当する。
メンバーカラー：■
岩手県宮古市重茂出身。中学時代は生徒会長を務めた。岩手県立宮古高等学校ではハンドボール部に所属。高校卒業後、茨城大学理学部に進学。在学中に松尾スズキの舞台「マシーン日記」に衝撃を受けて以来、演劇に傾倒し、大学を1年休学してENBUゼミナールに通う。大学には復学することなく、中退した。

#### 奈良岡にこ
（ならおか　にこ、1993年9月26日生まれ、B型、身長163cm、体重45kg）
役者。コント公演を中心に出演する。
メンバーカラー：■
埼玉県川口市出身。吉本興業所属の女優兼YouTuberである。奈良岡自身のYouTubeチャンネル「奈良岡にこ Channel」を運営している。

### 休団中のメンバー

#### 中田大地
（なかだ　だいち、7月24日生まれ、B型。）
役者。ドラマの編集、音楽を担当。
メンバーカラー：■
神奈川県出身。大塚竜也とは小学校からの友人である。高校卒業後に調理師学校へ進学し、調理師免許を取得。
中田大地の休団については、概要・来歴を参照。
休団後、友人の誘いにより会社員として働いている。また、既婚者であり、2021年に子どもを授かっている。

### 所属しているサポートメンバー

#### ナベコ
（なべこ、21歳）
裏方担当。公演の運営にも関わる予定。
中学1年生時から劇団スカッシュの動画を視聴している。特技は、ダンス、英語、チアリーディングである。

#### かどやん
裏方担当。

#### ちくわ
（23歳）
裏方担当。

### 所属していたメンバー

#### 石澤美和（2002年 - 2008年）
退団後はフリーランスの役者として活動を続けている。

#### 藤原健一（2002年 - 2008年）
神戸市で「BAR SQUASH」のマスターを務めている。

### 所属していたサポートメンバー

#### 渡辺ショーン翔（2015年 - 2017年）[39]
「隙間男2」(2015年公開)の隙間男役で劇団に初参加した。退団後、MEGWINTVスタッフに転身した。2020年5月よりYouTubeチャンネル「あきばこちゃんねる」を開設した。

#### H君（ホッシー）（2018年-2020年3月頃）
裏方担当であった。

#### I君（2018年-2020年3月頃）
裏方担当であった。

#### カズキ（2022年）
裏方担当であった。

### 一時的に作品や動画等に出演していた俳優

#### 亀岡孝洋（2016年、2019年 - 2020年）[44]
2016年は旅企画動画「スイートルームに泊まる旅「シナロウ」」 に出演した。2019年から2020年にかけては、体調不良で休んでいた中田大地の助っ人として動画に出演した。動画出演はあくまで、ゲストとしてであり、劇団スカッシュの劇団員ではない。

## 舞台公演

### プロデュースユニット時代の公演（2002年 - 2003年）
以下、大塚竜也のプロデュースユニット時代に行った公演を示す。
| 年   | 月 | タイトル        | 劇場                   | 備考                       |
| ---- | -- | --------------- | ---------------------- | -------------------------- |
| 2002 | 8  | トロリ          | 町田ACT                | 虐待がテーマになっている。 |
| 2002 | 11 | Beautiful Diver | スタジオアルスノーヴァ |                            |
| 2003 | 10 | 東京            | スタジオはるか         |                            |

### 劇団として本格始動後の公演

#### 2004年から2019年の公演（中田大地の休団前）
劇団スカッシュ所属の俳優はすべての公演に出演している(前川は2003年10月「東京」から、その他のメンバーは旗揚げより全作品)ため、主な出演者欄には、所属俳優以外の出演があった場合に記述する。
| 年   | 月 | タイトル                   | 主な出演者 | 劇場                                                      | 備考                                                                                      |
| ---- | -- | -------------------------- | --- | --------------------------------------------------------- | ----------------------------------------------------------------------------------------- |
| 2004 | 8  | リピートサウンドゼロ       | | 中野ウエストエンドスタジオ                                |                                                                                           |
| 2005 | 2  | セカイの終わり             | | 六本木アトリエフォンテーヌ                                |                                                                                           |
| 2005 | 5  | Beautiful Diver            | | 笹塚ファクトリー                                          | 笹塚ファクトリー杮落とし 「演劇ぶっく社20周年記念プレイベント演劇フェスタ★2005」 参加作品 |
| 2005 | 11 | シルバーシルバーストレート | | 中野ウエストエンドスタジオ                                |                                                                                           |
| 2006 | 5  | ネクストスピード ゼロ      | 熊本統伸、朝比奈佑介、西川康太郎、牛水里美、早川紘生、深澤千有紀、福田健太郎、桜井稔、駒木根隆介                     | シアタートラム                                            | 第10回「くりっくフリーステージ」参加作品、6人体制作品                                     |
| 2006 | 12 | DOWN                       | | 笹塚ファクトリー                                          |                                                                                           |
| 2007 | 8  | フレッシュボーイ           | | 赤坂 RED/THEATER                                          |                                                                                           |
| 2008 | 3  | HONEY                      | 柏原直人、長塚全、藤代知己(あいでんてぃてぃ)、土屋荘、岩堀みき、尾藤温子、平野卓、木崎美穂(VARNA-The Another Words-) | 吉祥寺シアター                                            |                                                                                           |
| 2008 | 11 | MOON                       | | 中野ウエストエンドスタジオ                                |                                                                                           |
| 2009 | 4  | HIGHWAY                    | | サンモールスタジオ                                        |                                                                                           |
| 2010 | 1  | シューティングスター       | | 吉祥寺シアター                                            |                                                                                           |
| 2010 | 6  | らーめんシティ             | | サンモールスタジオ                                        |                                                                                           |
| 2010 | 11 | joke                       | | サンモールスタジオ                                        | 中田大地がサンモールスタジオ2010年度男優賞を受賞                                          |
| 2011 | 6  | Blue                       | | サンモールスタジオ                                        |                                                                                           |
| 2011 | 10 | SiLENT                     | | サンモールスタジオ                                        |                                                                                           |
| 2012 | 8  | Sunny                      | | サンモールスタジオ                                        |                                                                                           |
| 2014 | 12 | ラブミーテンダリー         | 石澤美和(イマジネイション)、小林未往、青島千尋、羽地みなと                                                           | space EDGE                                                |                                                                                           |
| 2015 | 11 | 秒速ドリーマー             | 瀬戸弘司、三枝奈都紀、金川周平(東京オレンジ)                                                                         | 笹塚ファクトリー                                          |                                                                                           |
| 2016 | 7  | Blue                       | | シアターグリーン BIG TREE THEATER                         |                                                                                           |
| 2017 | 4  | せかいのはじまり           | | シアターグリーン BIG TREE THEATER                         | 主題歌：財部亮治「月華咲く場所へ」                                                        |
| 2018 | 7  | joke                       | 上田理絵 | シブゲキCBGK‼                                             |                                                                                           |
| 2019 | 8  | 君、平等で然るべき         | | しもきた空間リバティ(東京) 日本橋ポルックスシアター(大阪) | 劇団として初の地方公演を開催。                                                            |

（出典）

#### 2022年以降の公演（中田大地の休団後）
2022年以降のコント公演を以下の表に示す。
| 年   | 月 | 日    | タイトル                               | 構成・演出 | 主な出演者                                                     | ゲスト   | 劇場           | 備考                                 |
| ---- | -- | ----- | -------------------------------------- | ---------- | -------------------------------------------------------------- | -------- | -------------- | ------------------------------------ |
| 2022 | 3  | 26    | 絶対カッコいいんだもん                 | 大塚竜也   | 大塚竜也、大塚祐也、前川健二、奈良岡にこ、大島健一郎（ドラム） | 財部亮治 | 中野Vスタジオ  | 中田大地の休団後初の舞台公演である。 |
| 2022 | 4  | 23    | 一生面白いんだもん                     | 大塚竜也   | 大塚竜也、大塚祐也、前川健二、奈良岡にこ、大島健一郎（ドラム） |          | 中野Vスタジオ  |                                      |
| 2022 | 5  | 28    | 青春とサヨナラ出来ないんだもん         | 大塚竜也   | 大塚竜也、大塚祐也、前川健二、奈良岡にこ、大島健一郎（ドラム） |          | 中野Vスタジオ  |                                      |
| 2022 | 8  | 26,27 | 青すぎる空と入道雲で頭がサマーズキュン | 大塚竜也   | 大塚竜也、大塚祐也、前川健二、奈良岡にこ、大島健一郎（ドラム） |          | 中野Studio twl |                                      |

## YouTubeでの活動

### メインチャンネル・劇団スカッシュ(SQUASHfilms)

#### 概要
劇団スカッシュ(SQUASHfilms)は、2008年1月に開設した劇団の宣伝活動および作品公開を目的としたメインチャンネルである。初期は過激なタイトルとサムネイルで視聴者を「釣る」動画を作っていた。当時YouTubeには動画投稿者が少なかったせいもあり、叩かれることの方が多かった。2011年にYouTube Next Upのメンバーに選ばれ、『みんなで作る！日本世界遺産の旅』を企画した。これ以降、YouTuberとしてドラマと旅を軸に動画を配信するようになり、人気作「隙間男 Stalking Vampire」「隙間男2」は、総再生回数一億を超えるなど、知名度・人気ともに上がっていった。

#### ドラマ
| 年   | タイトル                               | ゲスト | 備考 |
| ---- | -------------------------------------- | --- | --- |
| 2008 | I ニートYOU!!                          | | 6人体制での作品 脚本・監督 中田大地 |
| 2009 | Beautiful Diver                        | 井上奈美、藤代知己 | |
| 2012 | コイサクラン                           | | |
| 2012 | 俺達のロックンロール                   | ジェットダイスケ | |
| 2012 | Blue                                   | 佐々木あさひ(写真) | 主題歌：オリカサミナト「サンスウ」 |
| 2012 | 俺達のロックンロール2 ～ケモノノミチ～ | 関口愛美 | |
| 2013 | ブラジャーズ                           | 中野あき | 原作：大塚祐也 |
| 2013 | 隙間男 Stalking Vampire                | Simon&Martina、soezimax、MEGWINTV、Ari Keita、runnyrunny999、黃俊熙、Bollywood Hangover、瀬戸弘司、カズ、ジェットダイスケ 他 | YouTube Space Tokyoで撮影された初めての作品。VFXはABTVNetworkが担当 |
| 2013 | 君、平等で然るべき                     | | |
| 2013 | さよならヒーロー                       | 牛水里美、瀬戸弘司、カズ、PDR、Ari Keita、そらちぃ・リクヲ・エイジ(アバンティーズ)、ABTVNetwork、ヘタレビーボーイ、ホタテーズ | |
| 2014 | joke                                   | 上田理絵 | |
| 2014 | ラブミーテンダリー                     | 市橋直歩、石沢美和 | |
| 2015 | エイリアンズリベンジ                   | はじめしゃちょー、上田理絵、市橋直歩 | セリフリクエスト短編ドラマ |
| 2015 | サラリーマンは踊る                     | ワタナベマホト、如月さや | セリフリクエスト短編ドラマ 主題歌：財部亮治「Lead Myself」 |
| 2015 | 隙間男2                                | 如月さや、あべみほ、西村麻依、瀬戸弘司、PDS、MEGWIN、Ari Keita、財部亮治、はじめしゃちょー、フレディ・ウォン、ウォン・ フー・プロダクション | 主題歌：財部亮治 feat.BEMA from カイワレハンマー「STALKING VAMPIRE〜隙間男のテーマ〜」 ヲタ芸の振付はYouTuberの北の打ち師達が担当。 公開1週間での1500万回再生は当時YouTube国内最速記録。 |
| 2015 | 秒速ドリーマー                         | デカキン、上田理絵、永山盛平、野仲真司 | |
| 2016 | 悪い人                                 | てつや・しばゆー・りょう(東海オンエア)、市橋直歩、間宮夕貴、和田光沙 | セリフリクエスト短編ドラマ |
| 2016 | 日々ココモ                             | 繭、櫻井拓斗、若林春花、如月さや、ワタナベマホト、シルクロード(フィッシャーズ) | Blueの前日譚 |
| 2017 | 誰に乗っ取られてるの？                 | 関根理沙、カワグチジン | 原作は前川健二。挿入曲：渡辺海智 |
| 2017 | フィッシングナイト                     | エイジ(アバンティーズ)、ラファエル、湊莉久 | 主題歌：財部亮治「月華咲く場所へ」 |
| 2017 | あかり                                 | 瀬戸弘司、佐々木あさひ | 原作：大塚祐也 |
| 2017 | 魔王                                   | 水溜りボンド、ワタナベマホト、木下ゆうか、椙山さと美(劇団鹿殺し) | 原作：中田大地 |
| 2018 | シューティングスター                   | ワタナベマホト、カワグチジン、佐々木あさひ、かわにしみき、トミック、西川康太郎(ゲキバカ/おしゃれ紳士)、亀岡孝洋(カムカムミニキーナ)、 藤代知己 | 主題歌：カワグチジン「流星」 |
| 2018 | クソみたいな俺の刺激的な呪い           | 瀬戸弘司、財部亮治、としみつ(東海オンエア)、マリリン | 短編映画としてYouTubeに公開。 主題歌：財部亮治 feat.としみつ「届け」 |
| 2019 | 全員ゾンビ                             | カワグチジン | 前編をYouTube,後編を17 Liveで配信。 |
| 2021 | 明日ゾンビになる君と                   | 白石優愛、奈良岡にこ、亀岡孝洋(カムカムミニキーナ)、清水優、仲野温、清水宏 (コメディアン)、きょーすけ、西川康太郎(ゲキバカ/おしゃれ紳士)、椙山さと美(劇団鹿殺し)、河相我聞、後藤翼ジェニー、上田理絵、藤代知己、よしき、TATSUKI、未来(カムカムミニキーナ)[写真の出演]、はじめしゃちょー、江上敬子(ニッチェ)、櫻井拓斗、藤田あずさ、藤代知己、瀬戸弘司、永山盛平、そらちぃ(アバンティーズ)、上田理絵、DAICHI(Ukulelist)、坪和寛久、井場景子、斉藤リョーツ[声の出演] | 2年半ぶりの完全新作で、 毎日更新されていくリアルタイムドラマ。 |

#### 映画
| 年   | タイトル                                                               | 脚本・監督 | 主な出演者                             | ゲスト | 備考                                                                                      |
| ---- | ---------------------------------------------------------------------- | ---------- | -------------------------------------- | --- | ----------------------------------------------------------------------------------------- |
| 2018 | 隙間男 (Stalking Vampire) Movie                                        | 大塚竜也   | 大塚竜也、大塚祐也、前川健二、中田大地 | 足立梨花、田中要次、山崎樹範、バンドじゃないもん！ シルクロード・ンダホ(フィッシャーズ)、水溜りボンド、瀬戸弘司、 ワタナベマホト、佐々木あさひ、財部亮治 | YouTube Premiumで公開。                                                                   |
| 2022 | 心霊スポットに水着でいる僕らの理由「絶対カッコいいんだもん」短編映画   | 大塚竜也   | 前川健二、大塚祐也、奈良岡にこ         | | 2022年3月26日に行われた舞台公演「絶対カッコいいんだもん」を映像化した作品である。         |
| 2022 | 【狂ってるドラマ】兄に彼女を抱かせる弟「一生面白いんだもん」           | 大塚竜也   | 前川健二、大塚祐也、奈良岡にこ、裕加   | | 2022年4月23日に行われた舞台公演「一生面白いんだもん」を映像化した作品である。             |
| 2022 | 死んだのは、何故？「青春とサヨナラ」「青春とサヨナラ出来ないんだもん」 | 大塚竜也   | 前川健二、大塚祐也、奈良岡にこ         | | 2022年5月28日に行われた舞台公演「青春とサヨナラ出来ないんだもん」を映像化した作品である。 |

#### 旅動画
旅動画はある行き先でチャレンジ企画を行う動画である。旅の企画は大塚祐也がコーディネーターを務める。行き先を含む旅の内容に関して、事前に他のメンバーには一切知らされず、撮影当日に発表される。旅動画は「BINGOの旅」が主な企画となっている。2011年以降、2020年まで毎年旅動画を投稿し続けていたが、2021年は旅動画の投稿がされなかった。以下に2011年以降の歴代旅動画を示す。
| 年   | 月 | タイトル                                                   | ゲスト                 | 備考 |
| ---- | -- | ---------------------------------------------------------- | ---------------------- | --- |
| 2011 | 11 | みんなで作る！日本、世界遺産の旅                           |                        | |
| 2012 | 3  | 筑波山の旅                                                 |                        | |
| 2012 | 4  | 愛知の旅                                                   |                        | |
| 2012 | 7  | MEGWIN TV×劇団スカッシュ福島県大内宿の旅                   | MEGWIN                 | |
| 2012 | 8  | 劇団スカッシュinLondon                                     | MEGWIN、片岡義憲(通訳) | ロンドンに実際に行った劇団員は前川健二のみである。他の3人は見送りで出演している。他の旅動画と比べ、記録動画色が強い。 |
| 2012 | 9  | 箱根の旅                                                   |                        | |
| 2013 | 7  | 4人で10kgダイエットの旅                                    |                        | |
| 2013 | 8  | 夏旅in山梨                                                 |                        | |
| 2013 | 9  | BINGOの旅!2013夏                                           |                        | |
| 2013 | 10 | ミニBINGOの旅！食欲の秋編                                  |                        | |
| 2014 | 1  | SUPER BINGOの旅in沖縄                                      |                        | |
| 2014 | 4  | BINGOの旅 関西編                                           |                        | |
| 2014 | 7  | 夏のおすすめ旅                                             | 関口愛美               | |
| 2014 | 8  | BINGOの旅in長野                                            | 小林未往               | |
| 2015 | 5  | LA食い倒れの旅                                             |                        | 劇団員4人が揃う初の海外旅動画である。                                                                                 |
| 2015 | 12 | はじめしゃちょーとBINGOの旅 日本全国47都道府県チャレンジ!! | はじめしゃちょー       | |
| 2016 | 8  | リアル人生ゲームの旅in関東 はいじぃと夏旅                  | はいじぃ               | |
| 2017 | 11 | 台湾食い倒れの旅                                           |                        | |
| 2018 | 3  | SUPER BINGOの旅in北海道 劇団スカッシュ×たばこと塩の博物館  |                        | |
| 2019 | 6  | SUPER BINGOの旅in対馬                                      |                        | |
| 2020 | 3  | 素人が巨大魚を釣れるかチャレンジin対馬                     | 小島みゆ               | |
| 2020 | 12 | キャンピングカーで行く BINGOの旅in栃木                     |                        | 中田大地の休団発表後、初の旅動画である。                                                                              |
| 2022 | 7  | ルーレットで行く 東京23区チャリの旅                        |                        | YouTube Liveで行われた旅企画の編集版                                                                                  |
| 2022 | 7  | BINGOの旅in愛媛                                            |                        | 「アルバイト」として行われた、初の旅動画である。                                                                      |
| 2022 | 11 | BINGOの旅in加古川市                                        |                        | |

#### BGM
BGMで使われているビートボックスは、HIKAKINが制作したものである。その他、オリカサミナトの「エネルギー」と「マテリアル」が使われている。「エネルギー」は劇団スカッシュの公式ブログからダウンロードすることが出来る。一方「マテリアル」は配信されていない。

### サブチャンネル・劇団スカッシュDays（旧SQUASH2nd）

#### 概要
劇団スカッシュDays（旧:SQUASH2nd［以下、セカンド］）は、2012年11月に開設したサブチャンネルである。各劇団員の人間的な側面が見られるため、「メインチャンネルよりセカンドの方が好き」という視聴者が少なからずいる（2013年にはYouTuberの瀬戸弘司がセカンドのファンであることを公言する動画を投稿した）。

#### 動画内容の変遷
初期はVlog的な撮りっぱなしの動画が多かった。一方で2015年頃からは、セカンドのために企画された旅動画の配信や、以前には見られなかった編集（新規スタッフの加入やメンバーのスキルアップ）などによりセカンドの動画の質が変化した。
2018年冬に、日替わり制度が突如廃止され、劇団員4人が毎日登場するようになった。内容は料理をしたり、企画に挑戦したりと個々で行っていたものと大きな変わりはないが、前川健二のセカンド等に見られる個人色の強いものは制作されなくなり、編集は完全にスタッフの手で行われるようになった。以前よりセカンドの存在は時としてメンバーに大きな負担となっているのではないかとファンの中は度々話題になっていた。実情はスカッシュ側から明確な答えは出されていないため不明であるが、動画の再生回数やその手の話になると「頑張るしかない」と言うのみであった。年に1度は行われる演劇公演や、メインチャンネルでの恒常的なドラマ制作等の活発な活動内容を鑑みて、日替わり制度を続けることが不可能であると判断せざるを得なかったというところだろう。
2020年1月、セカンドのリニューアルを発表。日替わり制度が復活し、各メンバーが毎日動画を投稿すること、ときたま生配信すること等を宣言し、元来のセカンドのテイストに戻すことを示唆した。また、チャンネル名を"劇団スカッシュDays"に変更したことを報告した。
2021年11月17日、劇団スカッシュDaysの動画コンセプトを、日常を切り取ったものから、ネタやコントを作っていく方向へ変更することを発表した。
2022年1月10日、大塚竜也中心で劇団スカッシュDaysを運営することを発表した。2021年11月17日以降、ネタやコントを投稿していたが、動画コンセプトを日常を切り取ったものに戻した。

#### 各メンバーの動画の特徴（2021年11月17日以前）
大塚竜也のDays
世間で話題になっているものを取り上げて再生回数を狙いに行くことが多い。編集はスタッフに任せている。動画の面白さはほとんどポテンシャルの高さによるものである。「中田大地と組むと面白さが引き出される」と本人も語っている。動画によってはキャラクターを演じることもあり、"瀬戸内たつちょう" "先輩" "ギタリスト" など再登場する人気キャラクターがいる。基本、映りたがり屋で、他のメンバーの動画にちゃちゃを入れることも多い。動画では、ふざけているが、ドラマの撮影になると、人が変わったかのように真面目になるところが魅力の一つと言えるであろう。
大塚祐也のDays
「トップ・トースター、トップ・パンツァーを目指す」という発言をしてからというもの、すっかりパンの動画が定着しホットサンドメーカーで色々な食材をサンドしている。また小話をすることも多いが、多くは話を盛っている。場合によっては10割盛ることもある。石油王と呼ばれるキャラクターが人気で、炊飯器を使って料理をする事が多い。石油王は聴き取りづらい言語を話すため、前川健二が通訳をするのが基本スタイルである。
中田大地のDays
料理、DIY、キャンプ等のコーナーを作りそれらを定期的にアップすることが多い。料理では「深夜食堂」という大塚竜也をカメラマンとしたシリーズが人気である。また「日本全国丼飯の旅」では、前川健二や渡辺ショーン翔と共に32都道府県のご当地丼を紹介している。DIY（大地のいっちょやってみっか）では作ったものに名前を付けるためコメント欄で名前募集をするというところまで行っており、人気のシリーズとなっている。
前川健二のDays
ジョジョの奇妙な冒険、スターウォーズ、ガンプラなど趣味のものを紹介したり、NERFで遊んだりする動画を作っている。落ち着いた喋り方から内容は分からないが癒されるファンが多い。しかし実験系の動画によっては淡々と体を張っていく姿から「狂気」と囁かれることがある。たまに宮古弁で話す。

#### 旅動画
メインチャンネルの旅動画とは別に、サブチャンネルにおいても旅動画が企画されている。メインチャンネルの旅動画と比べ、ルールやゲームが存在せず、旅そのものを楽しむことに趣旨が置かれている。また、メインチャンネルの旅動画のおまけとしての旅動画シリーズも存在する。以下にの歴代旅動画を示す。
| 年   | 月 | タイトル                                                         | 出演者（劇団員）                       | 出演者（ゲスト）                                         | 備考                                                     |
| ---- | -- | ---------------------------------------------------------------- | -------------------------------------- | -------------------------------------------------------- | -------------------------------------------------------- |
| 2015 | 5  | エイジとキャンピングカーの旅「シッパラ」                         | 大塚竜也、中田大地                     | エイジ（アバンティーズ）                                 | エイジは2019年1月1日にサイパンで事故により逝去。         |
| 2016 | 1  | スイートルームに泊まる旅「シナロウ」                             | 大塚竜也                               | 亀岡孝洋                                                 |                                                          |
| 2017 | 1  | 【日本全国丼飯の旅】全国の郷土料理の丼を作って日本を巡る旅に出る | 中田大地、前川健二、渡辺ショーン翔     |                                                          | 日本全国の丼飯を劇団事務所で作り紹介するシリーズである。 |
| 2017 | 2  | それいけ！祐ちゃん旅                                             | 大塚祐也                               | はいじぃ                                                 |                                                          |
| 2017 | 3  | ガッツリ熱海日帰り旅「あたりら」                                 | 大塚竜也、中田大地                     | 亀岡孝洋                                                 |                                                          |
| 2017 | 7  | それいけ！ゆうちゃん旅in台湾                                     | 大塚竜也、大塚祐也、前川健二、中田大地 |                                                          |                                                          |
| 2018 | 7  | それいけ！ゆうちゃん旅in北海道                                   | 大塚竜也、大塚祐也、前川健二、中田大地 |                                                          |                                                          |
| 2018 | 8  | 男4人の夏っぽい旅「あたあた」                                    | 大塚竜也                               | 財部亮治、サグワ、きっぺい                               |                                                          |
| 2022 | 4  | 女子4人とおじさんが行く旅。シュゼオタ                            | 大塚竜也、前川健二(カメラマン)         | ロックのこころch(にゃんまり、れいちゃん、さいか、まりん) |                                                          |
| 2023 | 6  | 21歳女子と行く能登半島制覇するまで帰れません                     | 大塚竜也、大塚祐也、前川健二、鍋子     |                                                          | メインチャンネルのYouTube Liveで行われた旅企画の編集版   |

### ゲーム実況チャンネル・劇団スカッシュ ゲームズ

#### 概要
劇団スカッシュ ゲームズは、2020年11月に開設したゲーム実況チャンネルである。主に、ゲーム実況のライブ配信を行っている。

#### チャンネル内でプレイしたゲーム
- 桃太郎電鉄 〜昭和 平成 令和も定番!〜
- ゼルダの伝説　ブレス オブ ザ ワイルド
- Fortnite
- リングフィット アドベンチャー
- リトルナイトメア2
- スーパーマリオ 3Dワールド
- モンスターハンターライズ
- Ghost of Tsushima
- Human: Fall Flatt

## 出演

### テレビ番組
- SMAP×SMAP　(フジテレビ系、2007年5月14日 大塚竜也、大塚祐也
- 逃走中　新桃太郎伝説～鬼ヶ島を奪還せよ～　(フジテレビ系、2012年7月3日[64])　大塚竜也
- De Donuts　(オランダ公共放送VPRO、2014年8月22日）映像提供[9]

### ラジオ番組
- ミッドナイト・ダイバーシティー～正気のSaturdayNight～（JFN系列、2019年10月-2021年3月、土曜2週目レギュラー[65]）

### CM

#### CS
- Shot Navi（2013）[66] 大塚竜也

#### Web
- 逆転オセロニア「【逆転オセロニア】PV ～劇団スカッシュ編～」（2016）[67] 大塚竜也、大塚祐也、前川健二、中田大地
- 楽天カード「楽天カード劇場 ノブとサル」(2018年）[68] 大塚竜也、大塚祐也

### ミュージックビデオ
- 徳永ゆうき「夜明け前」（2019年）misono、ヘキちゃん☆トラちゃんとのコラボレーション作品。企画・演出も劇団スカッシュが担当した[69]。

## エピソード
- YouTube上での彼らと、舞台公演の彼らとのギャップは度々話題になる。特に初期の頃、YouTubeを見て舞台を見に来てくれた方に「劇団スカッシュさんって、結構真面目なんですね…」と逆にがっかりさせてしまったこともある。
- 2009年の『HIGHWAY』が漫画家・柴田ヨクサル氏の目に留まり、絶賛される。
- 「映像を作るだけの集団にはなりたくない」。劇団であり、役者をやっているということを分かって欲しいと語っている。[70]

### 公式ホームページ
- 劇団スカッシュ - ウェイバックマシン（2023年11月30日アーカイブ分）
- 株式会社SQUASH

### 動画サイト
- 劇団スカッシュ(SQUASHfilms) - YouTubeチャンネル
- 劇団スカッシュDays - YouTubeチャンネル
- 劇団スカッシュ ゲームズ - YouTubeチャンネル
- 劇団スカッシュ - ニコニコチャンネル
- 奈良岡にこ Channel - YouTubeチャンネル

### ブログ
- SQUASH - Ameba Blog (2011年11月 - 2012年6月)
- 劇団スカッシュ公式ブログ Powered by LINE - LINE BLOG (2016年9月-)
- 竜也の日々苦悩日記 - Ameba Blog (-2013年)
- ユーヤのブログ - Ameba Blog　(-2012年)
- 前川健二のブログ『メガネの方言』 - Ameba Blog　(-2014年)
- 大地のひとまず色々やってみるよ。 - Ameba Blog　(-2012年)
- ナカダノnote (d1nkd) - note（2022年2月 - ）
- 株式会社SQUASH制作一覧(2023年-)

### Twitter
- 劇団スカッシュ　INFO (@gekidan_squash) - X（旧Twitter）
- 大塚竜也（劇団スカッシュ） (@tatsu182) - X（旧Twitter）
- 大塚祐也/劇団スカッシュ (@otsukayuya) - X（旧Twitter）
- 前川健二 | 劇団スカッシュ (@k_maekawa64) - X（旧Twitter）
- 中田大地 (@Da1_nkd) - X（旧Twitter）
- 奈良岡にこ (@miso_nico) - X（旧Twitter）

### Instagram
- 大塚　竜也 (@squash_tatsuya) - Instagram
- 大塚祐也 (@squashyuya) - Instagram
- 奈良岡にこ (@miso_nico) - Instagram